# Hugh Mercer
Hugh Mercer (* 17. Januar 1726 in Pitsligo, Aberdeenshire; † 12. Januar 1777 in Princeton, New Jersey) war ein amerikanischer Brigadegeneral des Unabhängigkeitskrieges.

## Leben
Mercer wurde 1726 als Sohn von William Mercer, einem  Reverend der Presbyterian Church und der Ann Monro in Schottland geboren. Mit 15 Jahren begann er ein Medizinstudium an der University of Aberdeen und schloss es 1744 als Arzt ab. 1745 diente er als Assistenzarzt in der Armee von Prince Bonnie Charlie und war in der Schlacht von Culloden anwesend. Als Flüchtling seiner Heimat floh er nach Monaten in Verstecken 1747 aus Schottland. Im Herbst 1746 schiffte er sich im Hafen von Leith nach Amerika ein und kam nach Philadelphia. Er ließ sich in Pennsylvania in der Nähe von Greencastle, dem heutigen Mercersburg, nieder und praktizierte acht Jahre lang als Arzt und Apotheker.
1755 diente er als Kapitän bei den britischen Truppen unter General Edward Braddock bei dessen gescheitertem Versuch, Fort Duquesne einzunehmen.
Im März 1756 wurde er zum Kapitän eines Regiments in Pennsylvania ernannt und begleitete im September 1756 Oberstleutnant John Armstrong auf der Kittanning-Expedition. Bei einer der Auseinandersetzungen mit den Ureinwohnern wurde er schwer verwundet und von seiner Einheit getrennt. Er wanderte – verletzt und ohne Vorräte – zwei Wochen lang 160 Kilometer durch den Wald, bis er zurück nach Fort Cumberland gelangte. 1757 wurde er zum Major befördert und ihm die Leitung der Garnison in Shippensburg übertragen. In dieser Zeit entwickelte er eine lebenslange Freundschaft mit George Washington. Sowohl Washington als auch Mercer dienten unter dem britischen General John Forbes beim zweiten Versuch, Fort Duquesne einzunehmen.
Auf Empfehlung Washingtons zog Mercer 1760 nach Fredericksburg und eröffnete dort eine Arztpraxis. George Washingtons Mutter, Mary Washington, wurde eine von seinen Patienten. Mercer entwickelte sich zu einem angesehenen Arzt, heiratete Isabella Gordon, die ihm fünf Kinder schenkte.
Am 10. Januar 1776 wurde er im Zuge Unabhängigkeitskrieges zum Oberst und am folgenden Tag zum Chef des 3. Virginia-Regiments ernannt, kurz darauf wurde er von George Weedon zum Oberstleutnant ernannt. Mercer wurde 1777 als Brigadegeneral während der Schlacht von Princeton schwer verwundet und erlag 9 Tage später seinen Verletzungen.